# Führungsfernmeldebrigade 700
Die Führungsfernmeldebrigade 700 war ein Großverband des Territorialheeres der Bundeswehr.

## Auftrag
Die Führungsfernmeldebrigade 700 war ein Kernelement der Fernmeldetruppe auf Ebene der obersten Heeresführung im Territorialheer. Über die Fernmeldebrigade 700 konnte die oberste Heeresleitung im Verteidigungsfall Verbindung zu den Fernmeldeverbänden der Territorialkommandos und zu den NATO-Gefechtsständen halten.

## Geschichte

### Vorgeschichte
1959 wurde die Dienststellung Kommandeur-Führungsfernmeldetruppen (KdrFüFmTr) und Inspizient der Territorialen Fernmeldeeinrichtungen eingerichtet. Zum 30. September 1967 wurde der Stab des Höheren Fernmeldeführers der Territorialen Verteidigung (HöhFmFhr TV) aufgelöst.

### Aufstellung
In Nachfolge des  Stabes des Höheren Fernmeldeführers der Territorialen Verteidigung wurde am 1. Oktober 1967 der Stab für die Führungsfernmeldebrigade 700 in Meckenheim aufgestellt.

### Auflösung
Nach nur rund dreijähriger Dienstzeit wurde die Führungsfernmeldebrigade 700 am 1. Oktober 1970 außer Dienst gestellt. Zur Einnahme der Heeresstruktur III wurde das Personal und Material im Wesentlichen unverändert zur Aufstellung der Führungsfernmeldebrigade 900 verwendet, die ihrerseits Anfang der 1980er Jahre zum Fernmeldekommando 900 umgegliedert wurde.

## Verbandsabzeichen
Die Führungsfernmeldebrigade 700 führte anders als die meisten anderen Brigaden des Heeres kein eigenes Verbandsabzeichen. Die Soldaten trugen daher das Verbandsabzeichen der übergeordneten Dienststelle. Da die Brigade bereits vor Einführung der interne Verbandsabzeichen außer Dienst gestellt wurde, führte der Stabes und die Stabskompanie auch kein internes Verbandsabzeichen, das „pars pro toto“ für die gesamte Führungsfernmeldebrigade genutzt hätte werden können.